# Коган Шнеєр Герцевич
Шнеєр Герцевич Коган (альтернативні варіанти по батькові: Герцович і Гершкович, рум. Şneer Cogan; нар. 30 березня 1875, Оргіїв, Кишинівський повіт, Бессарабська губернія — 2 березня 1940, Кишинів, Бессарабія, Румунія) — бессарабський румунський художник і педагог; засновник і професор Кишинівської школи живопису (згодом Вища школа пластичних мистецтв), організатор і перший керівник Товариства художників Бессарабії (згодом Спілка художників Молдавії).

## Біографія
Шнеєр Коган народився в бессарабському містечку Оргіїв (тепер райцентр Оргіївського району Молдови) в релігійній єврейській родині. Отримав традиційну єврейську освіту (хедер), в 1881—1885 роках навчався в оргіївському міському чотирикласному училищі, потім сім'я переїхала в Кишинів, де він закінчив гімназію. З кінця 1890-х років разом з молодшим братом Мойше навчався інженерної професії в Одесі, де вперше потрапив в художнє середовище, вирішив присвятити себе живопису і поступив в школу художніх мистецтв.
У 1897 році разом з братом поїхав у Мюнхен, де увійшов в досить велике співтовариство російських художників-експатріантів на чолі з В. В. Кандинським і О. Г. Явленським. Вступив в Баварську академію мистецтв в Мюнхені і до кінця десятиліття став виставляти свої роботи в групових експозиціях. В Мюнхенській академії Коган відвідував клас малювання І. Гертеріха (1897—1898), клас живопису Л. фон Гертеріха (літній семестр 1900 року і зимовий семестр 1900—1901 року), клас композиції А. фон Вагнера (літній семестр 1903 року). Після закінчення академії оселився в Кенігсберзі.
У 1910 році, коли його брат вирішив перебратися в Париж, Шнеєр Коган поїхав в Палестину, деякий час жив в Тель-Авіві, де займався мозаїкою (деякі зразки мозаїчних робіт Когана збереглися в місті до цього часу). Після повернення до батьків в Кишинів, вже отримавши деяке визнання Коган організував школу живопису, яка згодом переросла в Вищу школу пластичних мистецтв (1916), яку очолював до 1919 року (потім її очолив скульптор Олександру Племедяле, чиє ім'я вона носить і тепер). Коган залишався в школі мистецтв професором до кінця життя. Серед його учнів по училищу були відомі в майбутньому молдавські живописці, як наприклад Мойсей Гамбурд (1903—1954) і його дружина Євгенія Гамбурд (1913—1956), Мендель (Михайло) Бейрехман (1908—2005), а також Ольга Ольбі (також Olga Beaslay, справжнє прізвище Хржановська, у шлюбі Доммартен; 1900—1990), Єлизавета Івановська (Élisabeth Ivanovsky, 1910—2006) та інші.
У ці роки роботи Когана виставлялися майже виключно в Румунії. Так в Кишиневі Товариством витончених мистецтв Бессарабії (Societăţii de Arte Frumoase din Basarabia), засновником (1917) і керівником якого був Коган, до 1940 року було проведено одинадцять салонів (і два виїзних салони в інших містах). У них крім Когана і Племедяле брали участь місцеві художники Огюст Байяр (August Baillayre, 1879—1961), Володимир Дончев (1878—1941), Олександр Тарабукін (1875—1943) та інші.

## Сім'я
- Брат — Мойсей Герцевич Коган, французький скульптор і графік, віце-голова паризького Осіннього салону по скульптурі (1925).
- Син — Анатолій Шнеєрович Коган (1927—2003), російський письменник і журналіст, автор історичних романів про Молдавське князівство часів господаря Стефана Великого, в тому числі «Високий міст» (1976), «Замок братів Сенарега» (1979), «Мангупська княжна» (1984), «Час навали»(1988), епопеї «Войку, син Тудора», фантастичних романів «Подорож в Туран» (1990) і «De profundis (В безодні)», документальної повісті про події Голокосту «Червона піна: бессарабський геноцид» (2001) та інших. Його трилогія «Войку, син Тудора» — перше видання, випущене в Молдавії шрифтом Брайля (13 томів, 2003).